# Войнаровский, Вячеслав Игоревич
Вячесла́в И́горевич Войнаро́вский (8 февраля 1946, Хабаровск — 24 сентября 2020, Москва) — советский и российский оперный певец (тенор), актёр театра, кино и эстрады. Солист Московского академического музыкального театра им. К. С. Станиславского и В. И. Немировича-Данченко (1972—2017). Приглашённый солист Государственного академического Большого театра, королевского театра Ковент-Гардена и Театро Комунале ди Болонья. Народный артист Российской Федерации (1999).

## Биография
Родился 8 февраля 1946 года в Хабаровске. Сын популярных в 1950—1980 годы советских артистов оперетты, Игоря Войнаровского (1912—2003) и Нины Симоновой (1925—2013). Окончил ГИТИС, после чего пел на сцене Саратовского областного театра оперетты (Энгельс).
В 1972 году Войнаровский перешёл в Московский академический музыкальный театр имени К. С. Станиславского и Вл. И. Немировича-Данченко, которому отдал более 45 лет.
С 1997 года — приглашённый солист Государственного академического Большого театра. Исполнял, в частности, партии Труффальдино в опере «Любовь к трём апельсинам» Сергея Прокофьева, Трике в «Евгении Онегине» Петра Чайковского, Панга в «Турандот» Джакомо Пуччини, Нигилиста в «Леди Макбет Мценского уезда» Дмитрия Шостаковича, Господина де Боссе в «Войне и мире» Сергея Прокофьева.
Благодаря яркой фактурной внешности много снимался в кино в эпизодических, но всегда запоминающихся ролях.
В 2003—2013 годах регулярно участвовал в съёмках телепередачи «Кривое зеркало», в 2014—2016 годах — «Петросян-Шоу».
Совместно с Геннадием Хазановым и Кахи Кавсадзе Войнаровский играл в спектакле «Птицы».
Скончался в ночь с 23 на 24 сентября 2020 года на 75-м году жизни у себя дома после продолжительной болезни.
Прах артиста захоронен на Троекуровском кладбище.

## Семья
Жена — Ольга, бывшая артистка музыкального театра (балерина), ныне преподаватель хореографии. Дочь — Анастасия, внук Александр. Сын — Игорь Войнаровский (род. 1983), артист.

## Творчество

### Оперные партии

#### Театр им. Станиславского и Немировича-Данченко
- царь Менелай («Прекрасная Елена» Оффенбаха)
- Зупан («Цыганский барон»)
- Фальке («Летучая мышь» И. Штрауса)
- Дон Анхизе («Мнимая садовница» Моцарта)
- Слендер («Виндзорские проказницы» Николаи)
- Винокур («Майская ночь» Римского-Корсакова)
- Планше («Любвь д’Артаньяна» Вайнберга)
- Паниковский («Золотой телёнок»
- отец Пабло («Доротея» Хренникова)
- Парпиньоль («Богема» Пуччини)
- Трике («Евгений Онегин» Чайковского)
- Дон Хером («Обручение в монастыре»)
- Труффальдино («Любовь к трем апельсинам»)
- де Боссе, повар Наполеона («Война и мир»)
- Зиновий Борисович («Катерина Измайлова» Шостаковича)
- Шуйский («Борис Годунов» Мусоргского)
- Сарафанов («Старший сын» Гладкова)[8]

#### Большой театр
- Труффальдино («Любовь к трем апельсинам» С. Прокофьева)
- Барон Каллоандро («Прекрасная мельничиха» Дж. Паизиелло)
- Трике («Евгений Онегин» П. Чайковского)
- Панг, Понг («Турандот» Дж. Пуччини)
- Бобыль Бакула («Снегурочка» Н. Римского-Корсакова)
- Моностатос («Волшебная флейта» В. А. Моцарта)
- Нигилист («Леди Макбет Мценского уезда» Д. Шостаковича)
- Господин де Боссе («Война и мир» С. Прокофьева)
- Чекалинский («Пиковая дама» П. Чайковского)
- Ремендадо («Кармен» Ж. Бизе)
- Доктор Блинд («Летучая мышь» И. Штрауса)
- Селлем («Похождения повесы» И. Стравинского)
- Мефистофель («Огненный ангел» С. Прокофьева)[9]

### Фильмография
| Год  |    | Название                          | Роль                                |
| ---- | -- | --------------------------------- | ----------------------------------- |
| 1971 | ф  | 12 стульев (фильм Леонида Гайдая) | Никеша (в титрах не указан)         |
| 1976 | ф  | 12 стульев (фильм Марка Захарова) | Олег Яковлевич (в титрах не указан) |
| 1978 | тф | 31 июня                           | Глашатай (в титрах не указан)       |
| 1979 | ф  | Торговка и поэт                   | начальник концлагеря                |
| 1979 | ф  | Гараж                             | Толстяк-хохотун                     |
| 1983 | ф  | Воробей на льду                   | Толстяк                             |
| 1984 | ф  | Герой её романа                   | владелец тира                       |
| 1988 | ф  | Фантазёр                          | Имя персонажа не указано            |
| 1988 | ф  | Убить дракона                     | Гость                               |
| 1988 | ф  | Мать                              | певец                               |
| 1991 | ф  | Пять похищенных монахов           | толстый посетитель бани             |
| 1991 | ф  | Стару-ха-рмса                     | Имя персонажа не указано            |
| 1993 | ф  | Благотворительный бал             | менеджер                            |
| 1994 | ф  | Триста лет спустя                 | шеф полиции                         |
| 1996 | с  | Клубничка                         | Исмаил                              |
| 2001 | с  | Нина                              | Босс телекомпании «Консул»          |
| 2001 | мф | Дора-дора-помидора                | Пёс, Свинья, Индюк                  |
| 2001 | с  | Медики                            | Имя персонажа не указано            |
| 2005 | с  | Дело о «Мёртвых душах»            | Имя персонажа не указано            |
| 2005 | ф  | Счастье ты моё                    | герцог Фризендорф                   |
| 2006 | ф  | Бедная крошка                     | Имя персонажа не указано            |
| 2009 | с  | Пуля-дура 3                       | Вениамин Антонович                  |
| 2013 | ф  | Три богатыря                      | толстяк                             |

## Награды
- Заслуженный артист РСФСР (3 сентября 1987 года) — за заслуги в области советского музыкального искусства[10].
- Народный артист Российской Федерации (29 ноября 1999 года) — за большой вклад в развитие музыкального искусства[11].
- Орден Дружбы (2 февраля 2011 года) — за заслуги в развитии отечественной культуры и искусства, многолетнюю плодотворную деятельность[12].